# Breguet 14

Breguet 14 B.2

Breguet 14 là một loại máy bay ném bom và trinh sát hai tầng cánh của Pháp trong Chiến tranh thế giới I. 

## Quốc gia sử dụng
Bỉ
 Brasil
 Đài Loan
 Tiệp Khắc
 Đan Mạch
 El Salvador
 Estonia
 Phần Lan
 Pháp
 Greece
 Guatemala
 Nhật Bản
 Lithuania
 Ba Tư
 Paraguay
 Ba Lan
 Bồ Đào Nha
 România
 Liên Xô
 Serbia
 Thụy Điển
 Thái Lan
 Thổ Nhĩ Kỳ
 Hoa Kỳ
 Uruguay
 Nam Tư

## Tính năng kỹ chiến thuật (14B.2)
Đặc điểm tổng quát
- Tổ lái: 2
- Chiều dài: 8,87 m (29 ft 1 in)
- Sải cánh: 14,36 m (47 ft 1 in)
- Chiều cao: 3,30 m (10 ft 10 in)
- Diện tích cánh: 47,50 m² (511 ft²)
- Trọng lượng rỗng: 1.010 kg (2.227 lb)
- Trọng lượng cất cánh tối đa: 1.536 kg (3.386 lb)
- Động cơ: 1 × Renault 12Fe, 224 kW (300 hp)

 Hiệu suất bay 
- Vận tốc cực đại: 175 km/h (95 kn, 109 mph)
- Tầm bay: 900 km (486 nmi, 560 mi)
- Trần bay: 6.000 m (19.685 ft)
- Vận tốc leo cao: 292 m/phút (960 ft/phút)
- Tải trên cánh: 32 kg/m² (6,6 lb/ft²)
- Công suất/trọng lượng: 145 W/kg (0,09 hp/lb)

Trang bị vũ khí

- Súng: 1 × súng máy Vickers 7,7 mm (.303 in)
- 2 × súng máy Lewis 7,7 mm (.303 in)
- Bom: 300 kg (660 lb)